# Ne tirez pas sur le shérif
Pour plus de détails, voir Fiche technique et Distribution.
Ne tirez pas sur le shérif (titre original : Support your local sheriff !) est un film américain parodique de Burt Kennedy sorti en 1969.

## Synopsis
Une victime d'un règlement de comptes est conduite à sa dernière demeure par tout un village. Sur place, une pépite d'or est découverte dans un trou, c'est alors la ruée. Se rendant compte de la violence que provoque celle-ci, le conseil du village décide de nommer un shérif. Jason McCullough arrive pour faire régner la loi et l'ordre dans le village...

## Fiche technique
- Titre original : Support your local sheriff !
- Réalisation : Burt Kennedy
- Scénario : William Bowers
- Directeur de la photographie : Harry Stradling Jr.
- Montage : George W. Brooks
- Musique : Jeff Alexander
- Production : William Bowers
- Genre : Western, comédie
- Pays :  États-Unis
- Durée : 92 minutes
- Dates de sortie :
  - États-Unis : 26 mars 1969
  - France : 18 juin 1969

## Distribution
- James Garner (VF : Jean-Claude Michel) : Shérif Jason McCullough
- Joan Hackett : Prudy Perkins
- Walter Brennan : Pa Danby
- Harry Morgan : Olly Perkins
- Jack Elam (VF : Jacques Balutin) : Jake
- Henry Jones : Henry Jackson
- Bruce Dern (VF : Jacques Ciron) : Jason Danby
- Willis Bouchey (VF : Jacques Beauchey) : Thomas Devery
- Gene Evans (VF : Roger Rudel) : Tom Danby
- Walter Burke (VF : Jean Berton) : Fred Johnson
- Dick Peabody (VF : Pierre Collet) : Luke Danby
- Chubby Johnson (VF : Claude Bertrand) : Brady
- Kathleen Freeman (VF : Hélène Tossy) : Mrs. Danvers
- Dick Haynes (VF : Pierre Collet) : le barman